# Gonospora irregularis
Gonospora irregularis is een soort in de taxonomische indeling van de Myzozoa, een stam van microscopische parasitaire dieren. Het organisme komt uit het geslacht Gonospora en behoort tot de familie Urosporidae. Gonospora irregularis werd in 1893 ontdekt door Minchin.